# 手取層群
手取層群（てとりそうぐん）は、富山県、石川県、福井県、岐阜県にまたがる中生代中期ジュラ紀から前期白亜紀にかけての地層であり、恐竜や植物等の化石が多く発掘されることで世界的に知られる。手取川（てどりがわ）の流域に模式的に分布するため、この名がついた。

## 概要
非海成堆積盆地で、この一帯には古手取湖と言われた巨大な湖があり、隆起等により形成された。
層序区分や対比の研究が数多く行われ、亜層群は、下層から順に、「九頭竜（くずりゅう）亜層群」、「石徹白（いとしろ）亜層群」「赤岩（あかいわ）亜層群」の3つに細分される。

## 定義
研究の進展により2014年に東側の神通区は神通層群との呼称が提案された。更に、2017年手取層群の定義に関し、手取層群（広義）を九頭竜層群と手取層群（狭義）とに分割する提案がされた。